# Sultanhani
Sultanhanı es una localidad de la provincia de Aksaray, en Turquía. Su nombre proviene del célebre Sultan Han (caravasar) de la ciudad. Es la capital del Distrito de Sultanhanı, creado en 2017. Alberga una población de 10.958 habitantes, según el censo de 2021. Está a 40 kilómetros de Aksaray y a unos 20 kilómetros del lago Tuz.

## Historia
Actualmente, la ciudad no se encuentra en ninguna carretera relevante de Turquía, aunque durante el Medievo fue una de las principales paradas de las rutas de caravanas. El Sultan Han, el caravasar selyúcida de 4.900 metros cuadrados, fue construido por Kaikubad I, y es considerado uno de los mejores caravasares del período selyúcida. Tras la Era de los Descubrimientos, estas rutas comerciales fueron perdiendo relevancia.
Otro evento relevante de la ciudad es la Batalla de Sultanhanı, también llamada Batalla de Aksaray, en 1256, donde el Imperio mongol comandado por Baiju derrotó a los selyúcidas.

## Economía
Aunque las tierras alrededor de la localidad son bastante saladas, la economía está floreciendo. Los principales productos agrícolas son el cereal y la caña de azúcar, producidos por agricultura mecanizada. Existe un molino de azúcar en la ciudad. Otro comercio destacable es la restauración de antiguas alfombras y alimentación de ganado.